# BRT Banjarbakula
BRT Banjarbakula , también conocido informalmente como "autobús Tayo", es un sistema de autobús de tránsito rápido (BRT) que sirve al área metropolitana del Gran Banjarmasin, que abarca Banjarmasin, Banjarbaru y partes de la Regencia de Banjar en Indonesia. Comprende tres rutas y más de 37 paradas de autobús a partir de 2019. Después de varios meses de pruebas con servicio gratuito, se lanzó el 14 de agosto de 2019 para coincidir con la celebración de los 69 años desde la creación de la provincia de Kalimantan del Sur. Los planes del gobierno local para ampliar el sistema de 6 rutas y un total de 112 paradas de autobús, que abarca toda la Regencia de Banjar, Regencia de Tanah Laut y Regencia de Barito Kuala; cubriendo toda el área metropolitana con servicio. El gobierno también está considerando traspasar las operaciones a una empresa privada en 2021 para impulsar su desarrollo. A partir de septiembre de 2020, la contratación de nuevos conductores para el servicio se detuvo debido a la pandemia de COVID-19 , lo que obstaculizó la ruta y la expansión de la flota necesaria para mantenerse al día con la demanda.
Durante las inundaciones de 2021 en el sur de Kalimantan, varias terminales y paradas de autobús resultaron dañadas y las víctimas de las inundaciones las utilizaron como refugio, pero según los funcionarios, el servicio seguía funcionando como de costumbre. Durante el evento anual que conmemora la muerte de un carismático ulema de la región, Muhammad Zaini Abdul Ghani, los billetes de autobús son gratuitos para los peregrinos.

## Pandemia del COVID-19
Luego del estallido de la pandemia COVID-19 en la provincia, el número de pasajeros por bus se limitó a un máximo de 12 personas. Se implementaron nuevas reglas como el uso de máscaras y restricciones sociales a gran escala. El horario de atención también se modificó a las 06: 30-17: 00 (hora de Indonesia central) de lunes a viernes y de 08: 00-15: 00 los fines de semana y feriados.

## Galería
|                                               |
| Parada de autobús Golden Tulip en Banjarmasin |

|                                          |
| Parada de autobús Limousin en Banjarbaru |

|                                                          |
| BRT Banjarbakula bus acercándose a una parada de autobús |